# Christiansburg (Virginia)
Christiansburg es una localidad del Condado de Montgomery, Virginia, Estados Unidos. Según el censo de 2000 tenía una población de 16.947 habitantes y una densidad de población de 470.1 hab/km².

## Demografía
Según el censo de 2000, había 16.947 personas, 7.093 hogares y 4.766 familias residiendo en la localidad. La densidad de población era de 470,1 hab./km². Había 7.430 viviendas con una densidad media de 206,1 viviendas/km². El 93,13% de los habitantes eran blancos, el 4,83% afroamericanos, el 0,21% amerindios, el 0,41% asiáticos, el 0,02% isleños del Pacífico, el 0,48% de otras razas y el 0,91% pertenecía a dos o más razas. El 0,99% de la población eran hispanos o latinos de cualquier raza.
Según el censo, de los 7.093 hogares en el 31,2% había menores de 18 años, el 52,6% pertenecía a parejas casadas, el 11,3% tenía a una mujer como cabeza de familia y el 32,8% no eran familias. El 27,0% de los hogares estaba compuesto por un único individuo y el 9,5% pertenecía a alguien mayor de 65 años viviendo solo. El tamaño promedio de los hogares era de 2,35 personas y el de las familias de 2,86.
La población estaba distribuida en un 23,8% de habitantes menores de 18 años, un 8,0% entre 18 y 24 años, un 33,3% de 25 a 44, un 22,8% de 45 a 64 y un 12,1% de 65 años o mayores. La media de edad era 35 años. Por cada 100 mujeres había 92,7 hombres. Por cada 100 mujeres de 18 años o más, había 89,0 hombres.
Los ingresos medios por hogar en la localidad eran de 40.851 dólares ($) y los ingresos medios por familia eran 47.428 $. Los hombres tenían unos ingresos medios de 35.139 $ frente a los 23.398 $ para las mujeres. La renta per cápita para la ciudad era de 19.579 $. El 8,5% de la población y el 6,4% de las familias estaban por debajo del umbral de pobreza. El 12,2% de los menores de 18 años y el 6,9% de los habitantes de 65 años o más vivían por debajo del umbral de pobreza.

## Geografía
Según la Oficina del Censo de los Estados Unidos, la localidad tiene un área total de 36,1 km², todos ellos correspondientes a tierra firme.